# Смоленская крепостная стена
Смоленская крепостная стена — городская стена Смоленска протяжённостью 6,5 км, построенная в 1595—1602 годах под руководством зодчего Фёдора Коня. Одна из крупнейших из сохранившихся кирпичных крепостей мира. Имела огромное оборонное значение в Русском государстве. Значительная часть крепости была уничтожена в ночь с 4 на 5 ноября (по новому стилю — 17 ноября) 1812 года отступающими войсками Наполеона. Целенаправленное разрушение продолжалось в 1820-х—1880-х, затем в 1930-х годах. Сохранилось меньше половины стен и башен.

## История

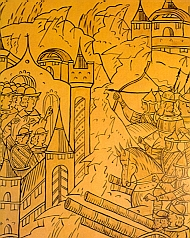
Осада Смоленска в 1512 году

Смоленск всегда занимал в истории важное оборонительное значение, поэтому русские государи заботились об его укреплении. Весной 1554 года, по указу Ивана Грозного, была построена новая, очень высокая, деревянная крепость. В это время деревянные крепости, в связи с развитием артиллерии, уже не считались неприступными. Поэтому в конце XVI века было принято решение о возведении новой каменной крепости на месте старой.
В декабре 1595 года официальным указом началось немедленное развёртывание подготовительных работ по строительству. Строительство было поручено выдающемуся русскому зодчему Фёдору Савельевичу Коню, автору Белого города в Москве.
Образцом для сооружения крепости, скорее всего, послужил Московский Кремль, а также кремли Нижнего Новгорода, Тулы, Коломны, Зарайска, Серпухова. Планируя крепостную стену, Фёдор Конь решил использовать старые приёмы: полубутовая кладка, кладка цоколя с валиком, устройство арок на внутренней стороне стены, ограждение боевого хода зубцами в виде ласточкиного хвоста, формы угловых и промежуточных башен, белокаменные детали и многое другое. Вместе с тем Фёдор Конь внёс много нового: он решил построить стену гораздо выше прежних (если старые крепости имели два яруса боя, то в смоленской решено было сделать трёхъярусную систему), а также сделать башен гораздо больше, чем в остальных крепостях.
За более, чем четыре века своего существования Смоленская крепость выступала во многих ипостасях. В XVII—XVIII веках это, прежде всего, оборонительное сооружение. Героическая оборона Смоленска 1609—1611 годов, Смоленская война 1632—1634 годов, модернизация крепости в начале XVIII века — все это вехи ее военной истории. К XIX веку крепость утрачивает свое военное значение. Правда, несмотря на это она сыграла важную роль в Смоленском сражении 4—5 августа 1812 года. В том же году крепость утрачивает 9 своих башен. И перестает быть единым сооружением, превратившись в отдельные фрагменты.

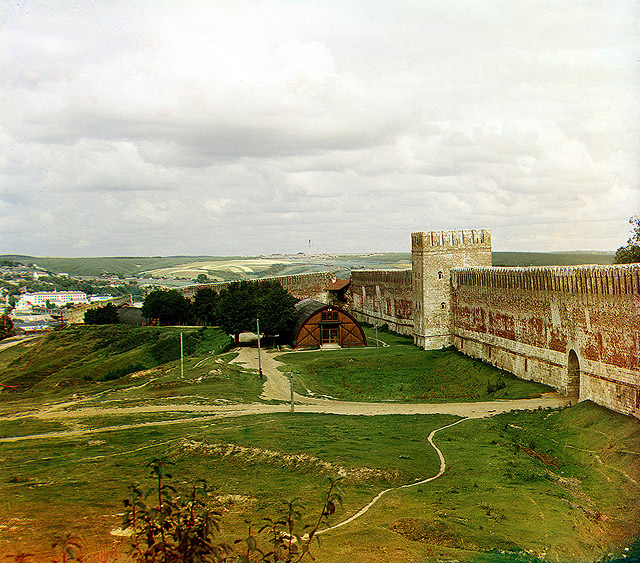
Стена Смоленской крепости в 1912 году. Фото С. М. Прокудина-Горского

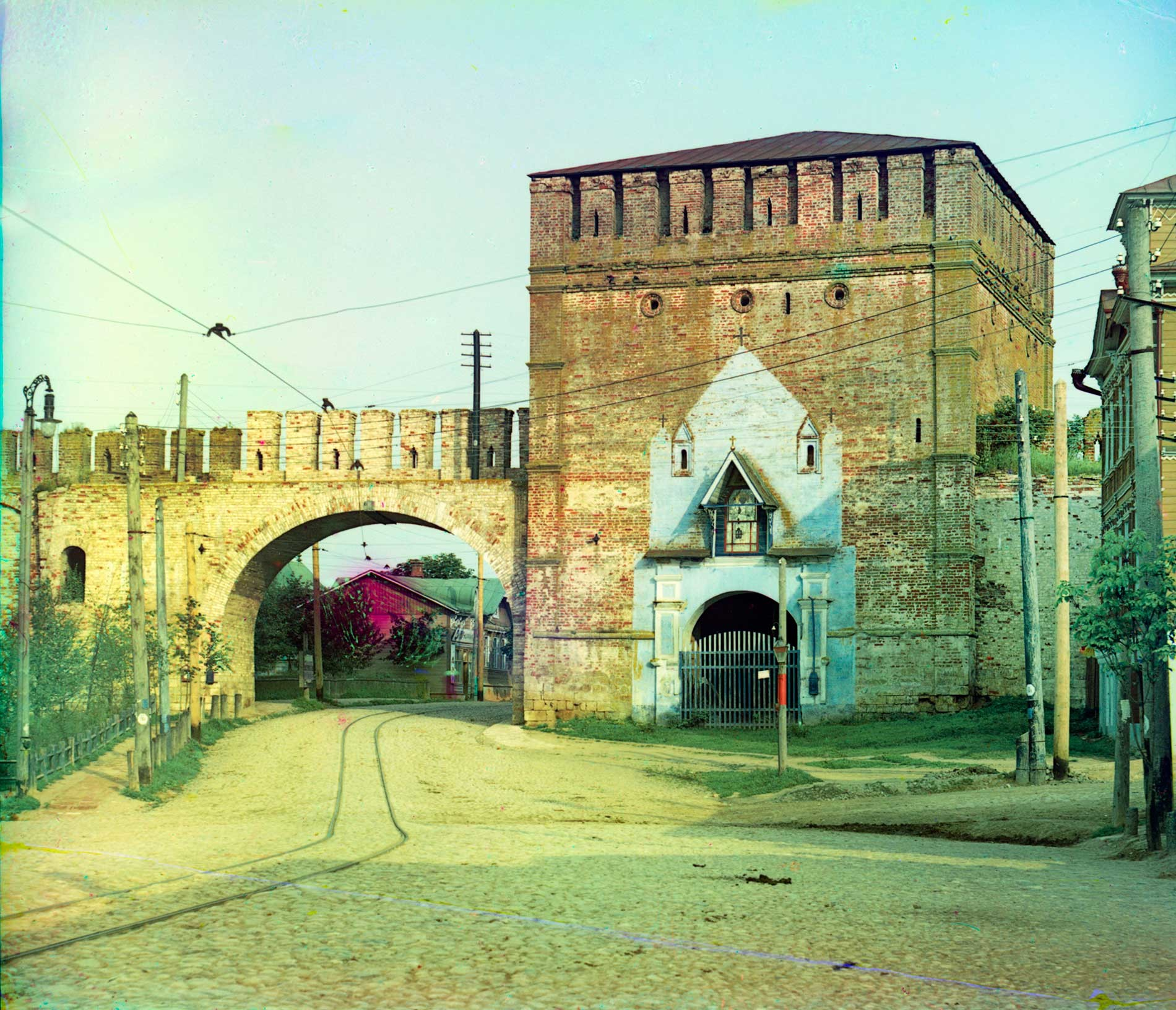
Никольские ворота. Фото С. М. Прокудина-Горского

XIX век — это время реставрации крепости. Она переходит в гражданское ведомство, в 1888 году создается «особая комиссия по сохранению остатков крепостной стены». Ее цель «заключается в приведении поврежденных частей стены в монолитное состояние, с сохранением без всякого изменения прежнего вида стены». Может быть не все, что тогда делалось, было удачным, но в итоге крепость была сохранена как памятник культурного и исторического наследия.
В XX веке крепость получает новое направление своей деятельности. Начинается музеефикация ее объектов. В конце 1920-х — начале 1930-х годов в нескольких башнях крепости открылись филиалы Смоленского областного музея. В Молоховской башне был открыт музей Атеизма, в Громовой башне музей социалистического строительства, в Маховой — музей городского строительства. Однако, в 1930-е были снесены значительные участки стен и башен в северо-западной и северо-восточной части, общей протяженностью более 1,3 км.
В 1950-е годы начинается второй этап реставрационных работ. В 1946 году в Смоленске было созданы реставрационные мастерские. Реставрация 1950—1970-х годов позволила сохранить часть крепостных стен, восстановить их первоначальный вид и начать использовать ее объекты для нужд города. Продолжалась и ее музеефикация. В 1977 году в Громовой башне была открыта экспозиция «Щит России», посвященная событиям Смоленской истории 1609—1611 и 1812 годов. В Маховой башне был открыт музей «Пионерская слава». Позже в этой же башне разместилась этнографическая экспозиция детского клуба «Гамаюн».
В 2020 году в Смоленске открыт федеральный музей «Смоленская крепость». Ведутся реставрационные работы на ряде участков крепости, и по мере их завершения они будут передаваться под эгиду музея.

## Конструкция

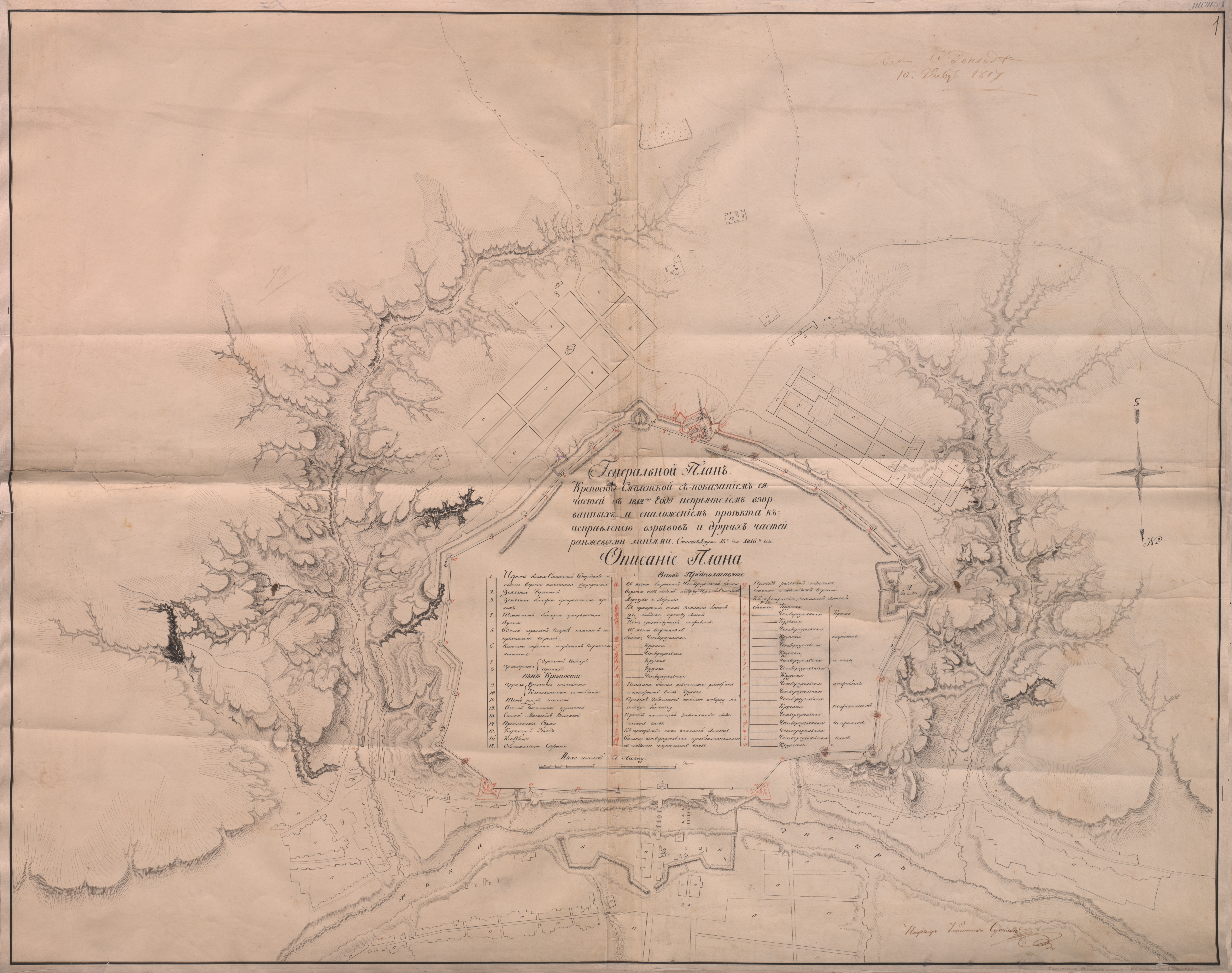
«Генеральный план крепости Смоленской с показанием ея частей в 1812-м году неприятелем взорванных и с наложением проекта к исправлению взрывов и других частей ранжевыми линиями». Составлен 15 августа 1816 года инженером капитаном Сусалиным

Интерактивный макет Смоленской крепостной стены

На конфигурацию новой крепости оказала влияние форма старой, деревянной стены. Её сохранили для возможного отражения нападения. Каменная крепость во многих местах строилась параллельно старым укреплениям, кое-где пролегала по ним, а в ряде участков выходила за их пределы. Как правило, она возвышалась с наружной стороны второго вала. Первые участки были возведены с запада города.
В дно котлована вбивали дубовые сваи, пространство между которыми заполняли утрамбованной землёй. В эту землю забивали новые сваи, а поверх них укладывали толстые продольные и поперечные врубленные друг в друга брёвна. Клетки между брёвнами заполняли землёй и щебнем. В местах, где грунт был твёрдый, булыжник укладывали прямо на дно траншеи, скрепляя его известковым раствором. Фундамент получился широкий и крепкий. У башен и местами у прясел, фундамент выложили из больших каменных блоков.
Под фундаментами сооружались «слухи» (галереи, предназначенные для вылазок за пределы крепости). Кирпичная кладка, как правило, была горизонтальная, только северо-восточная часть стены, круто спускающаяся к Днепру, имела наклонную (что также способствовало прочности).
Средняя часть стены — как бы «пояс жёсткости», состояла из двух вертикальных кирпичных стен, между которыми засыпался булыжник и заливался известковым раствором. В стене были устроены ходы для сообщения с башнями, кладовые боеприпасов, ружейные и пушечные бойницы. Толщина стены колеблется в пределах 5 — 5,2 м. Стена завершается боевой площадкой, выстланной кирпичом, шириной между ограждавшими её зубцами 4 — 4,5 м. Говорят, по стене можно было свободно проехать на тройке.
Высота стены варьируется, что обуславливается рельефом: за оврагами и рвами стена ниже, на ровной местности — выше. Внутренняя сторона крепости была выложена в форме аркады — непрерывного ряда плоских неглубоких ниш в виде арок. В арках были устроены амбразуры. Восточная часть стены из-за неблагоприятных условий строительства 1602 года получилась менее прочной, чем впоследствии воспользовались захватчики. В дополнение к самой стене, где это было возможно, Фёдор Конь заложил рвы, заполненные водой, валы, равелины.
Протяжённость Смоленской крепостной стены составляла — 6,5 км, количество башен — 38. До нашего времени сохранилось примерно 3,3 км стен.

## Система боя

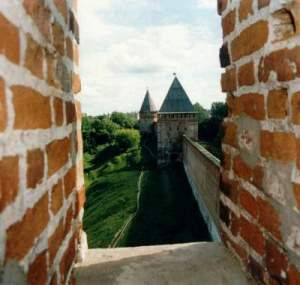
Вид из башни Орёл

Крепостная стена имела трёхъярусную систему боя:
- Подошвенный бой — был оборудован в прямоугольных печурах (камерах, в которых устанавливались пушки и пищали).
- Средний бой размещался в траншеевидных сводчатых камерах в центре стены, в которых стояли пушки. Стрелки поднимались к ним по приставленным деревянным лестницам.
- Верхний бой — располагался на верхней боевой площадке, ограждённой зубцами. Боевые и глухие зубцы чередовались. Между зубцами возвышались невысокие кирпичные перекрытия, из-за которых воины стреляли с колена. Площадку накрывала двухскатная тесовая крыша, предохранявшая от осадков стоявшие под ней орудия.

## Башни
Особое место в крепости занимают её башни — наблюдение, продольный обстрел стен, подступов к ним, защита ворот, укрытие войск, опорные пункты обороны. В Смоленской крепостной стене не было ни одной одинаковой башни. Форма и высота башен определялись рельефом.
В девяти башнях имелись проезжие ворота. Главная проезжая башня — Фроловская (Днепровская), через которую проходил выезд к столице Российского государства. Второй по значимости была Молоховская башня, открывавшая дорогу на Киев, Красный, Рославль.
Семь дополнительных воротных башен (Лазаревская, Крылошевская, Авраамиевская, Никольская, Копытенская, Пятницкая и Воскресенская) были сделаны попроще и не имели того значения, как первые две. Тринадцать глухих башен имели прямоугольную форму. С ними чередовались шестнадцатигранные (семь башен) и круглые (девять).

### Сохранившиеся башни
- Авраамиевская
- Бублейка
- Веселуха (Лучинская)
- Волкова (Семеновская, Стрелка)
- Воронина
- Громовая (Тупинская)
- Днепровские ворота
- Долгочевская (Шембелева)
- Донец
- Заалтарная (Белуха)
- Зимбулка
- Копытенская (Копытенские ворота)
- Костыревская (Красная)
- Моховая
- Никольская башня (Никольские ворота)
- Орёл (Городецкая)
- Позднякова (Роговка)
- Пятницкие водяные ворота (Пятницкая, Водяная, Воскресенская) — сохранилась лишь в перестроенном виде

### Несохранившиеся башни
- Антифоновская № 23
- Богословская № 34
- Иворовская (Верженова) № 37
- Грановитая № 24
- Гуркина № 31
- Фроловская — на её месте в XVIII веке были построены Днепровские ворота № 1
- Евстафьевская (Брикарева) № 22
- Кассандаловская (Козодавлевская, Артишевская) № 27
- Круглая № 11
- Круглая № 13
- Крылошевские ворота № 20
- Лазаревские ворота № 19
- Молоховские ворота № 25
- Микулинская № 35
- Пятницкая
- Стефанская № 21
- Коломинская (Шейнова) № 32
- Городецкая (Семёновская) № 38
- Четырёхугольная № 8
- Четырёхугольная № 12
- Четырёхугольная № 19

### Галерея

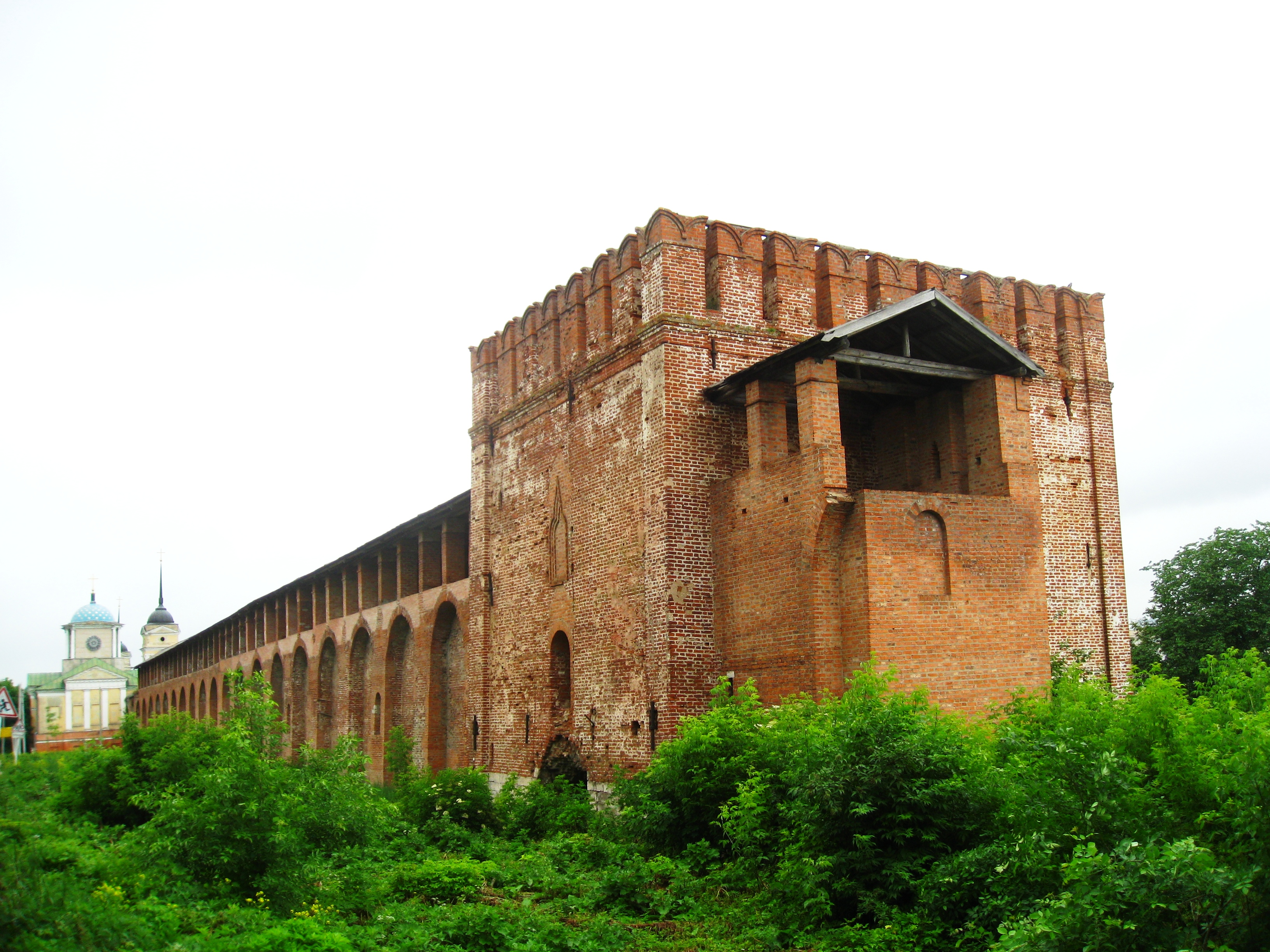
Башня Волкова
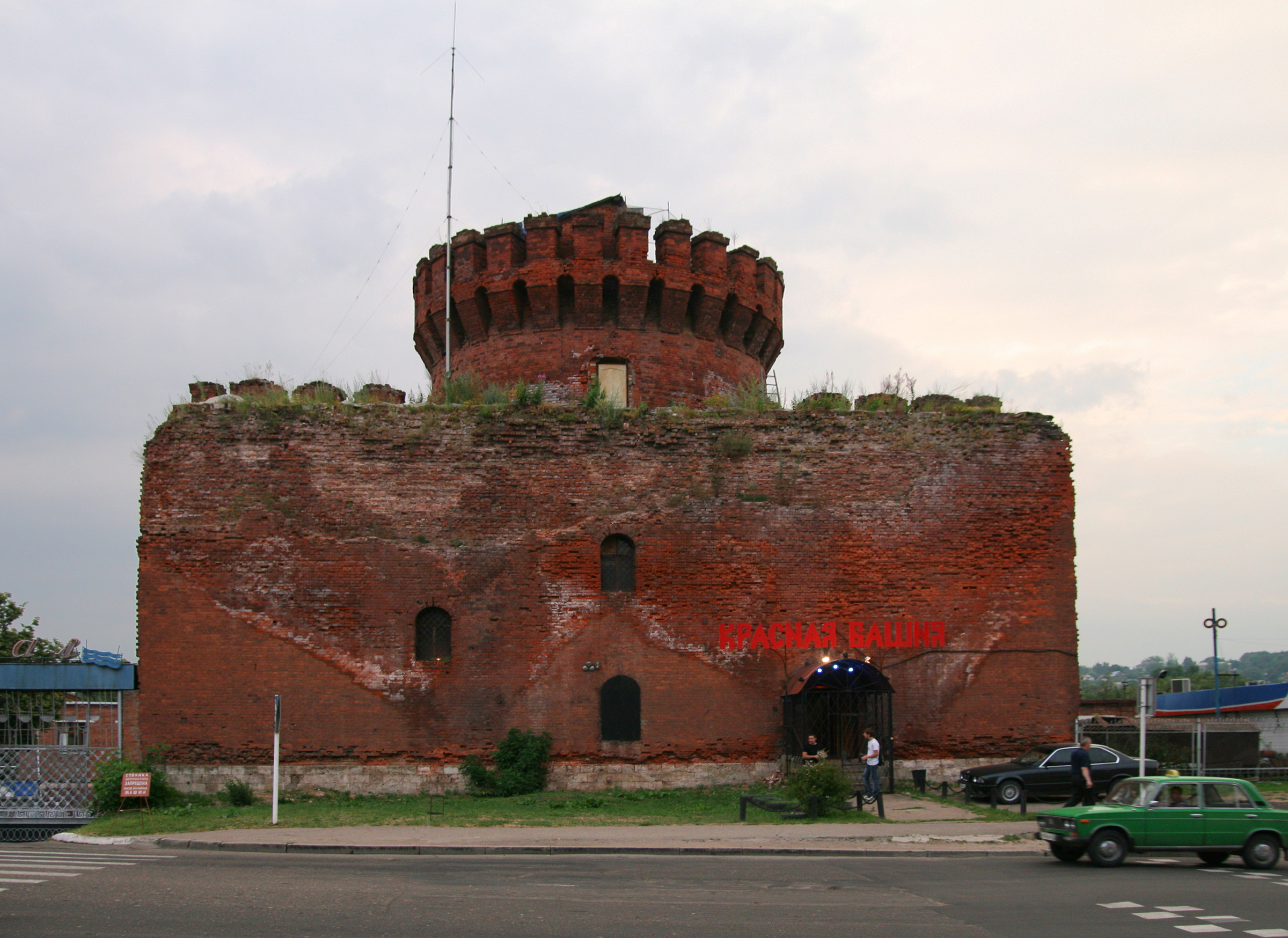
Костыревская башня
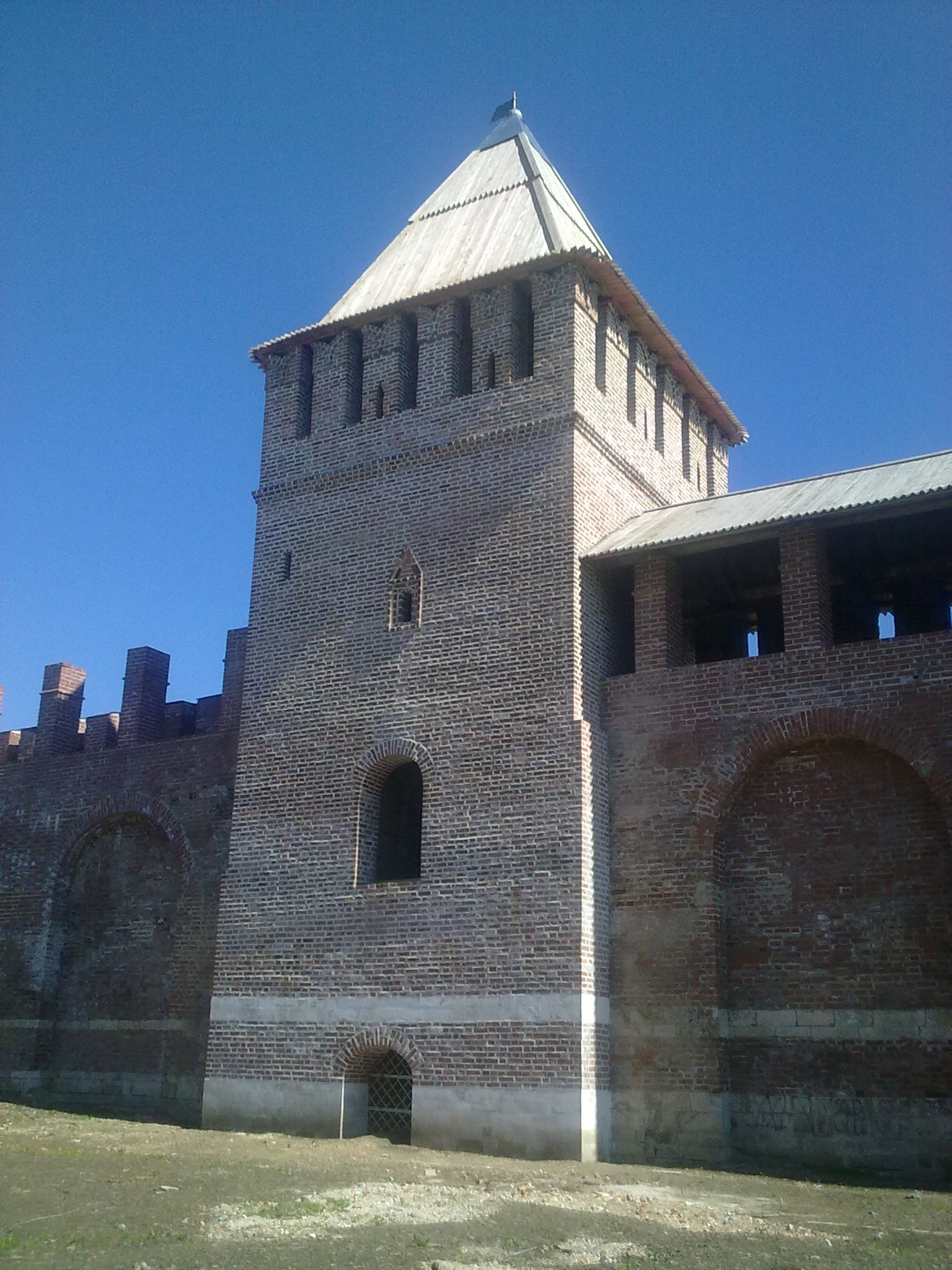
Башня Зимбулка
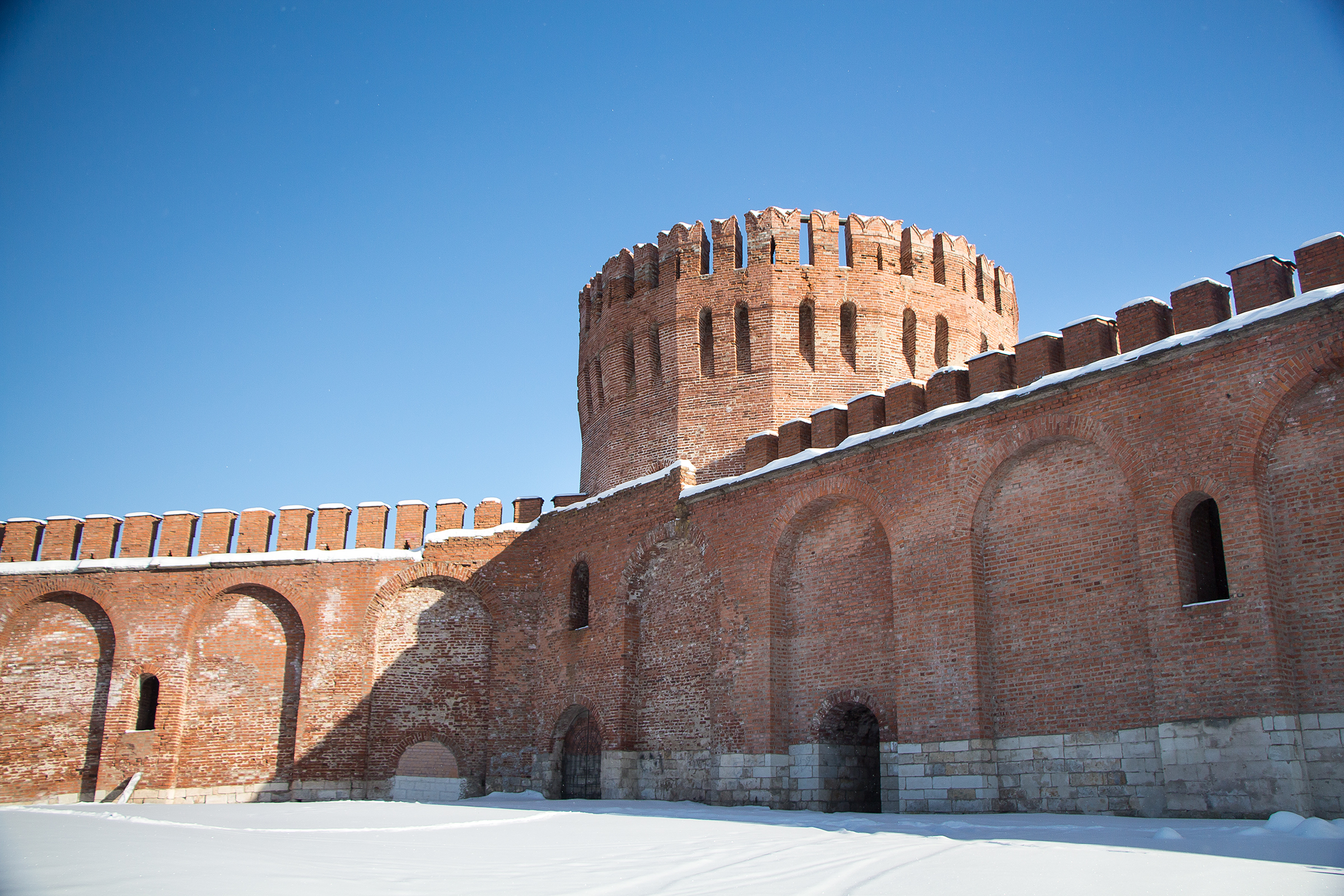
Башня Орёл
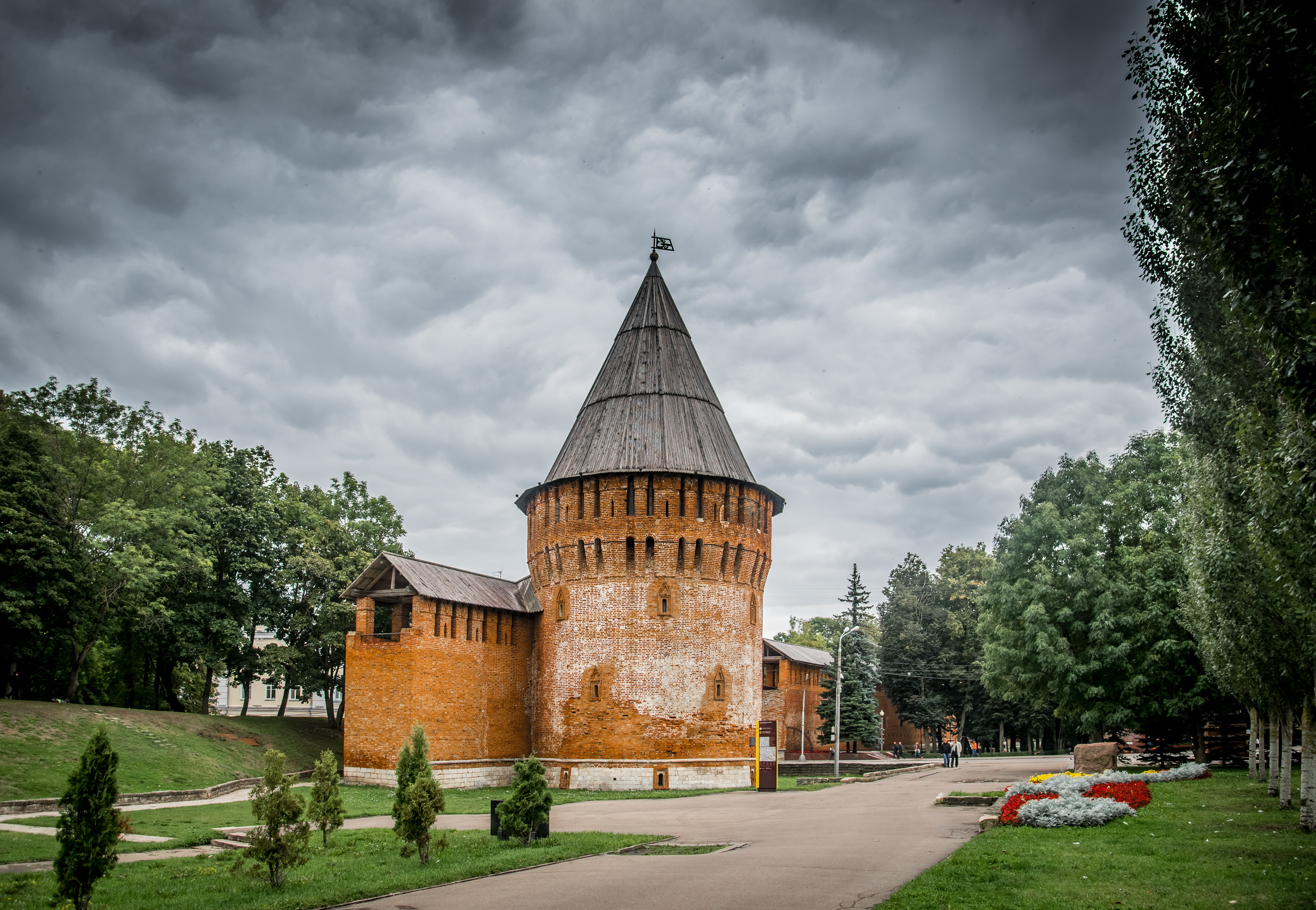
Громовая башня
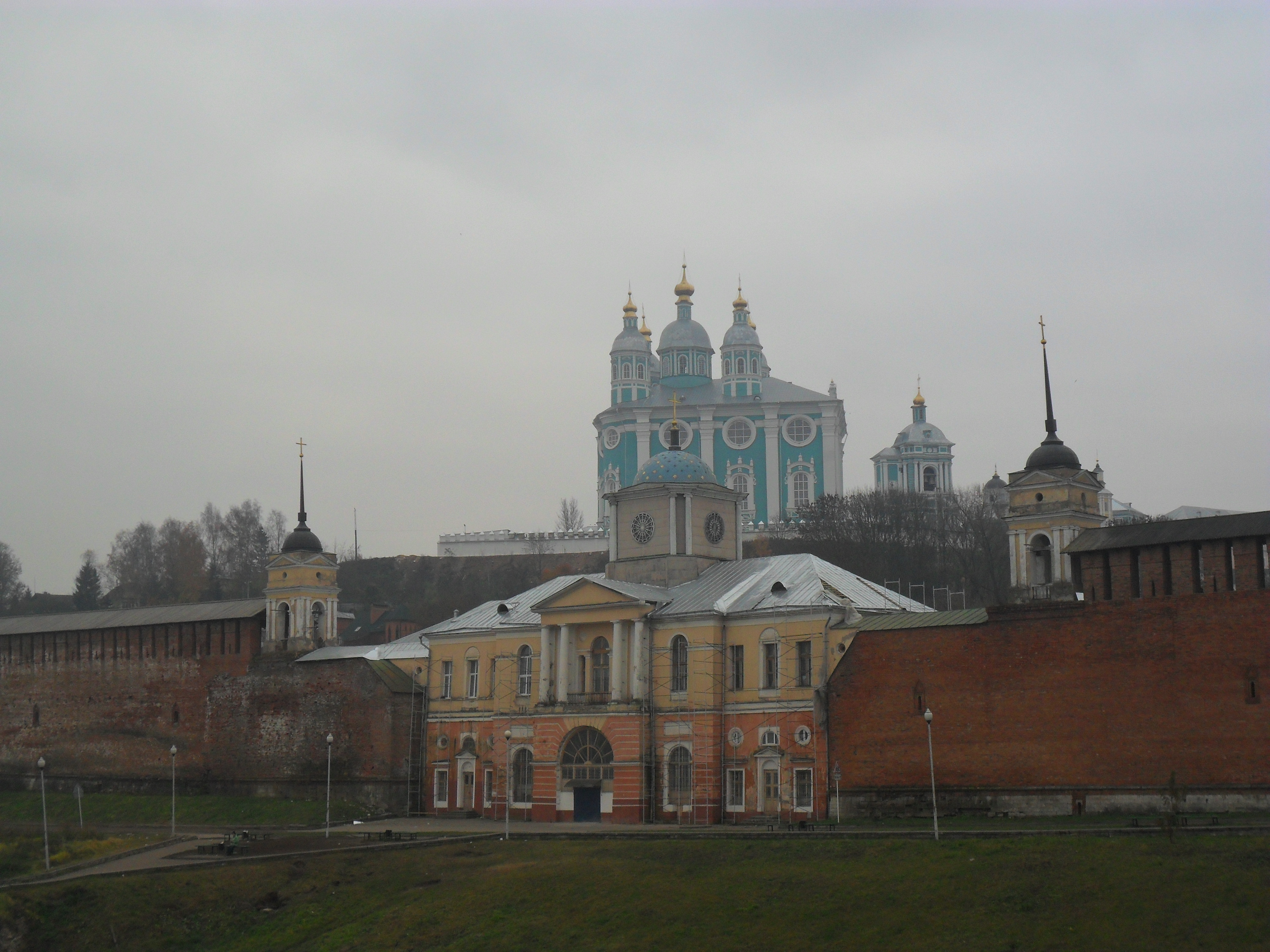
Днепровские ворота
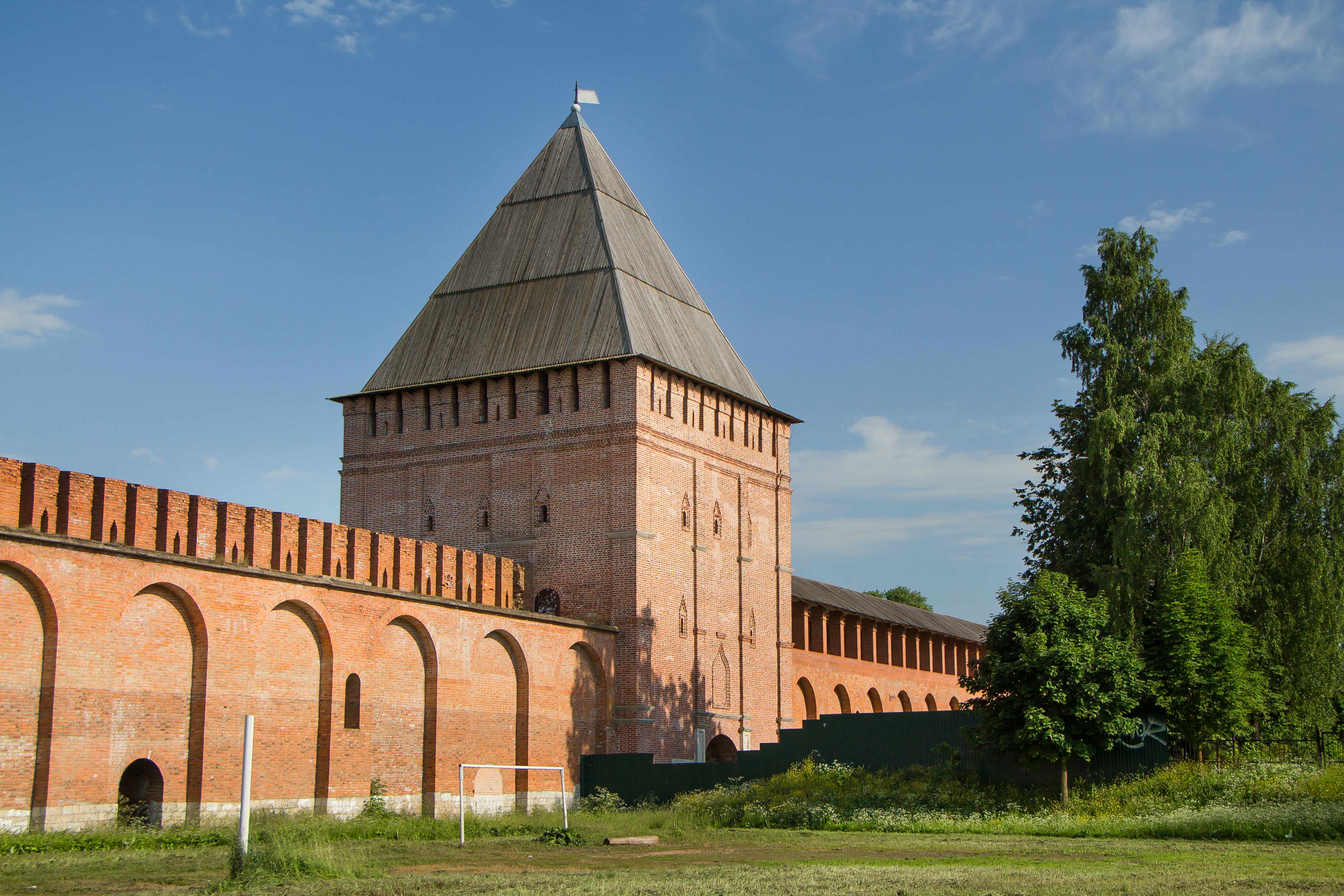
Авраамиевские ворота
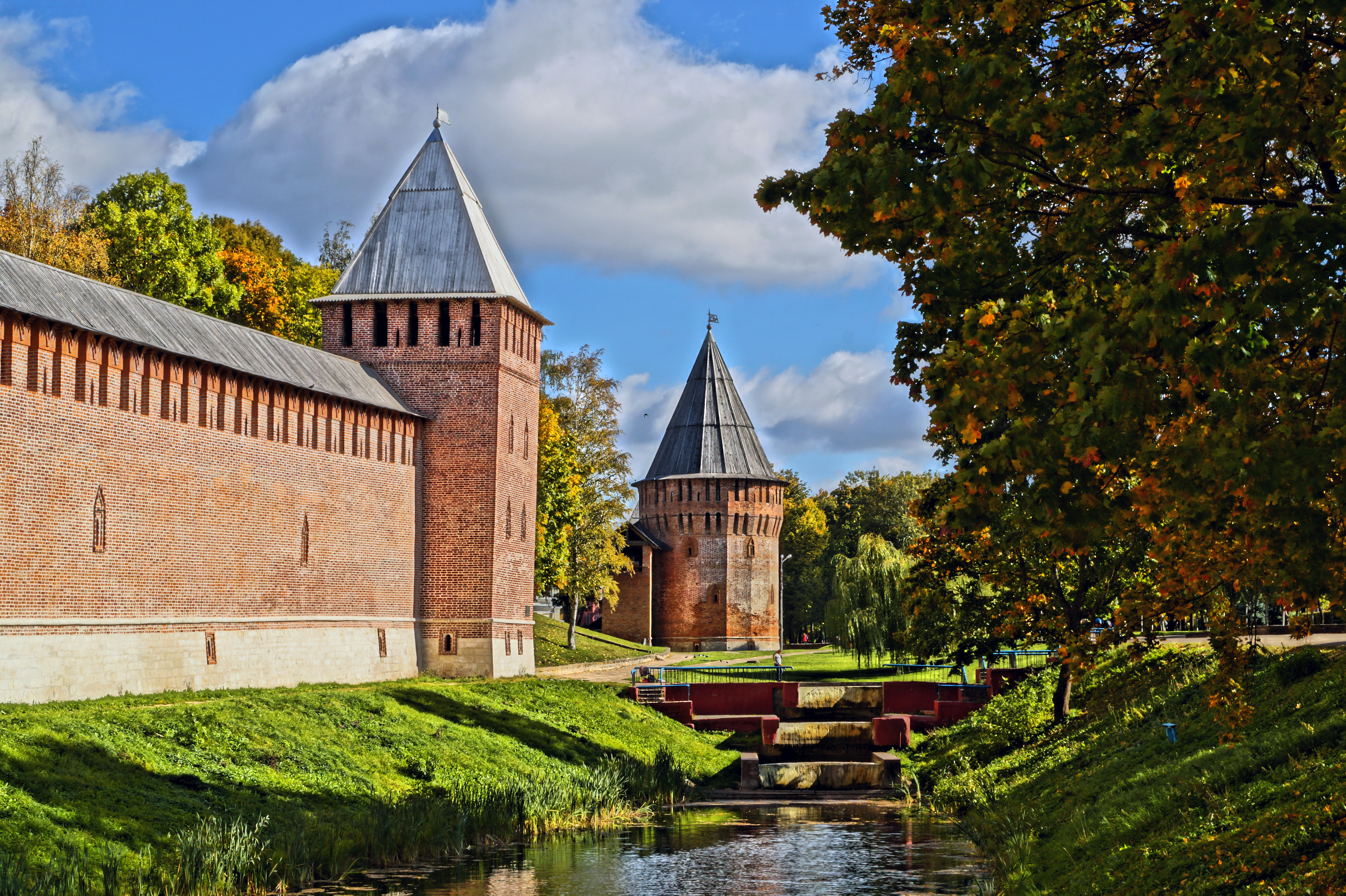
Башни Бублейка и Громовая
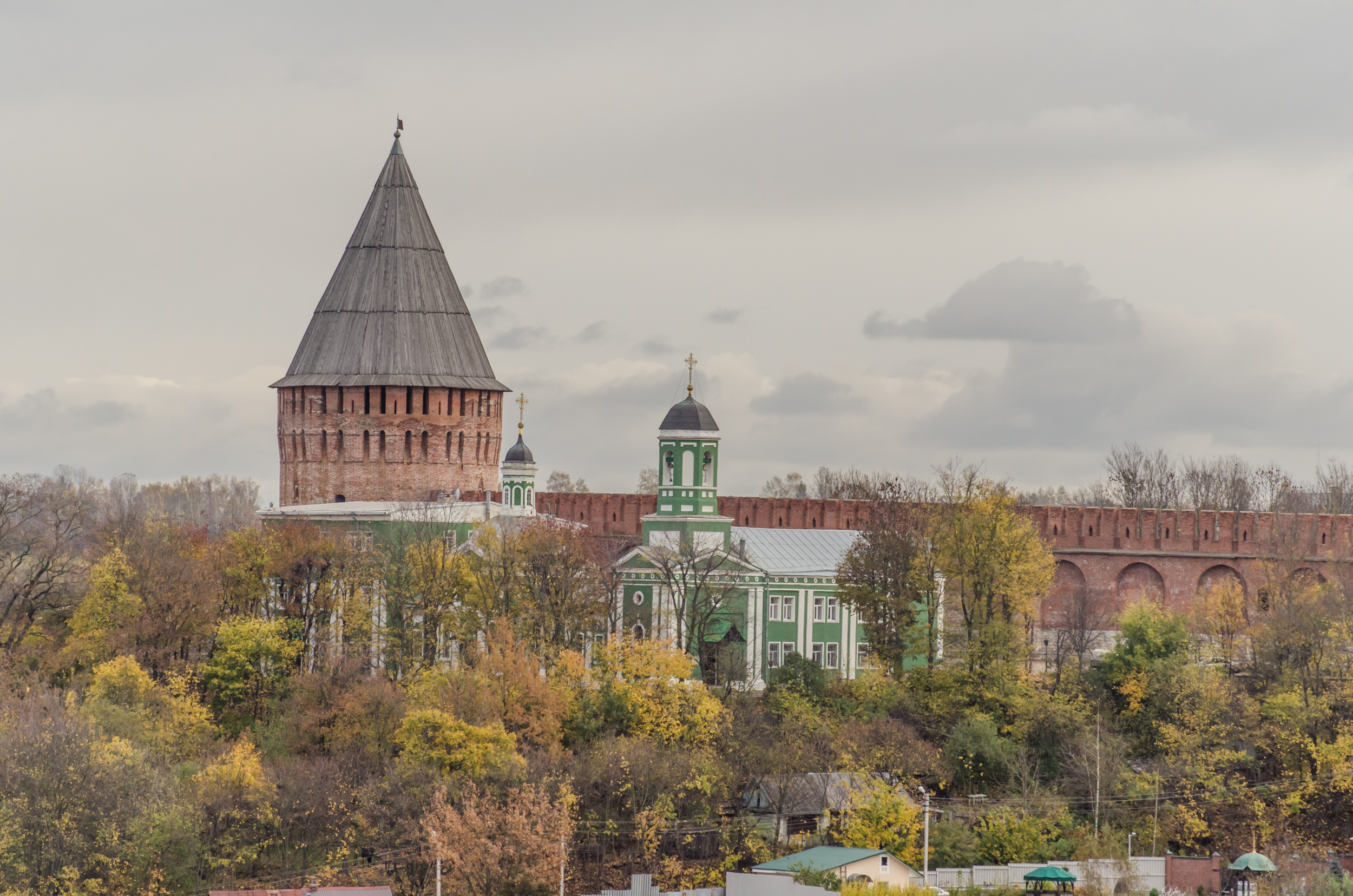
Башня Веселуха и церковь Покрова Пресвятой Богородицы
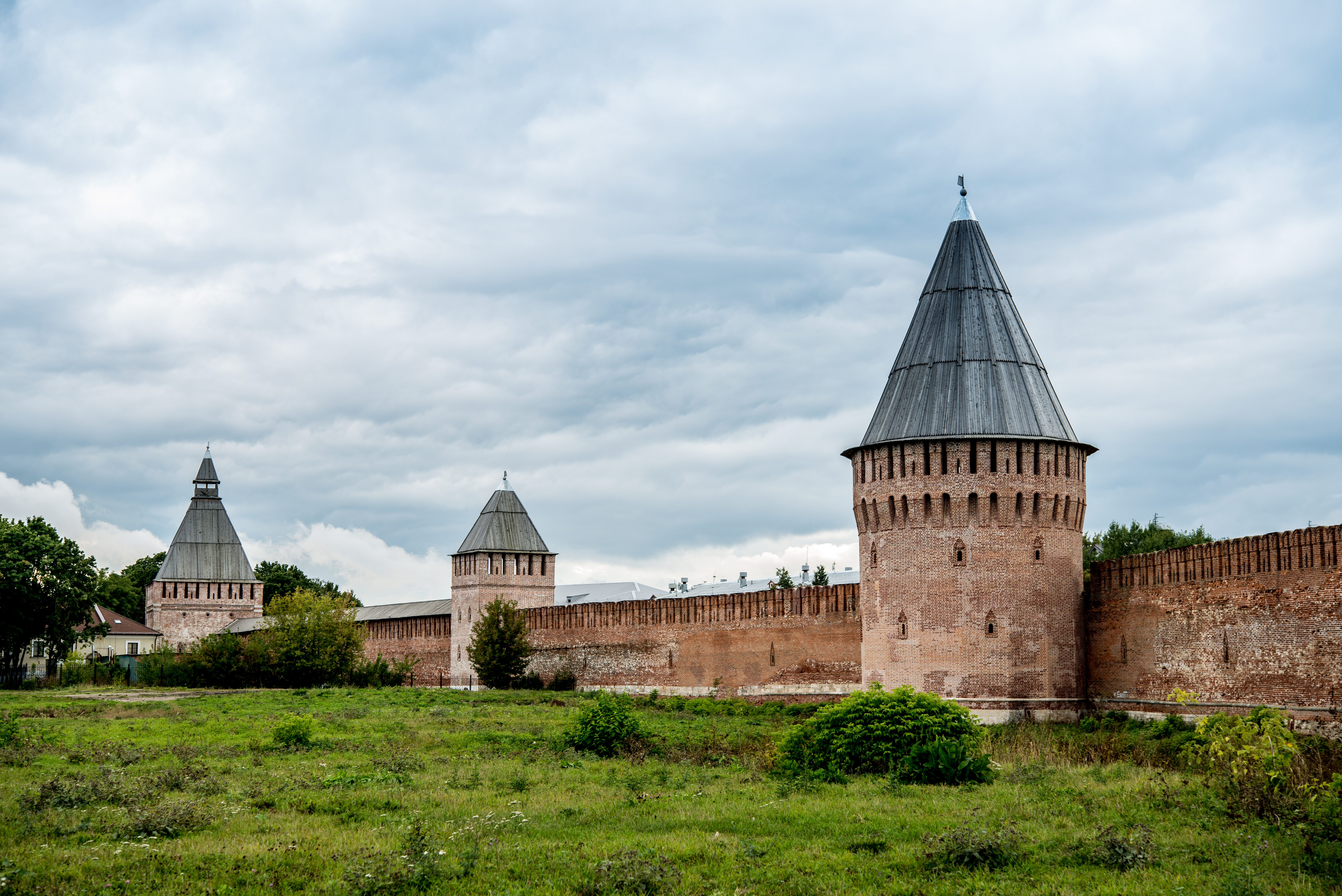
Долгочевская башня (Шембелева)
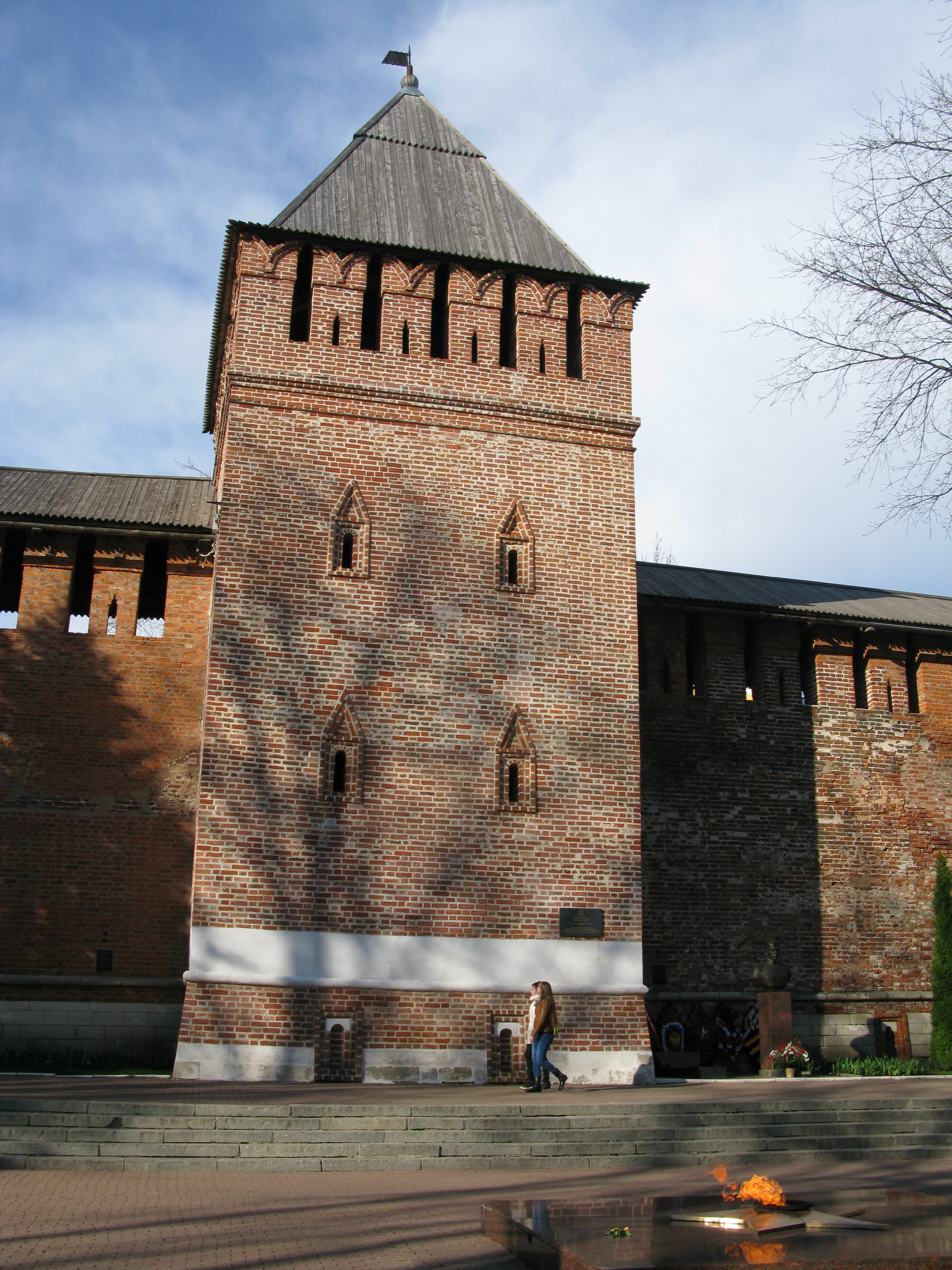
Башня Донец
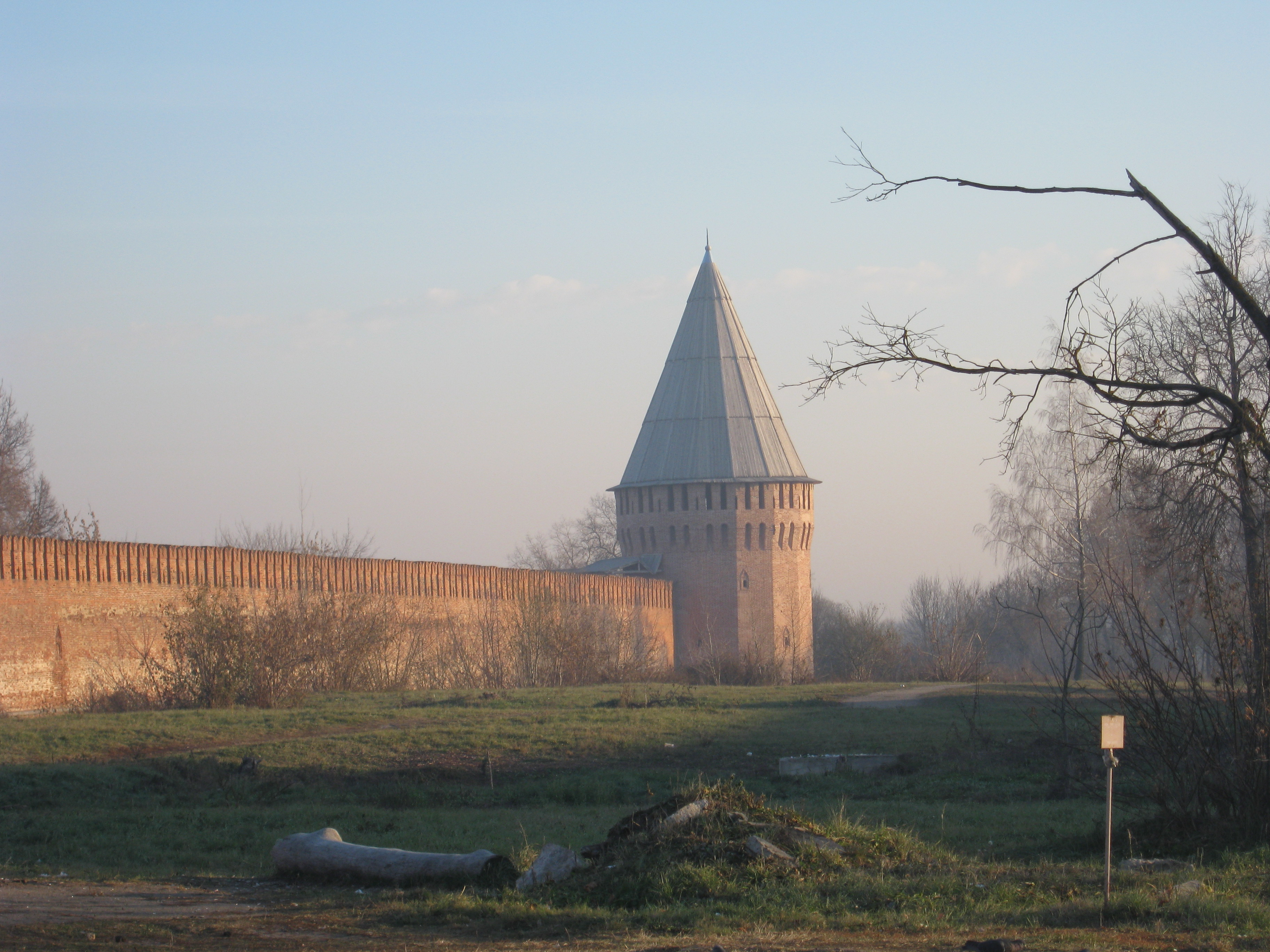
Заалтарная башня
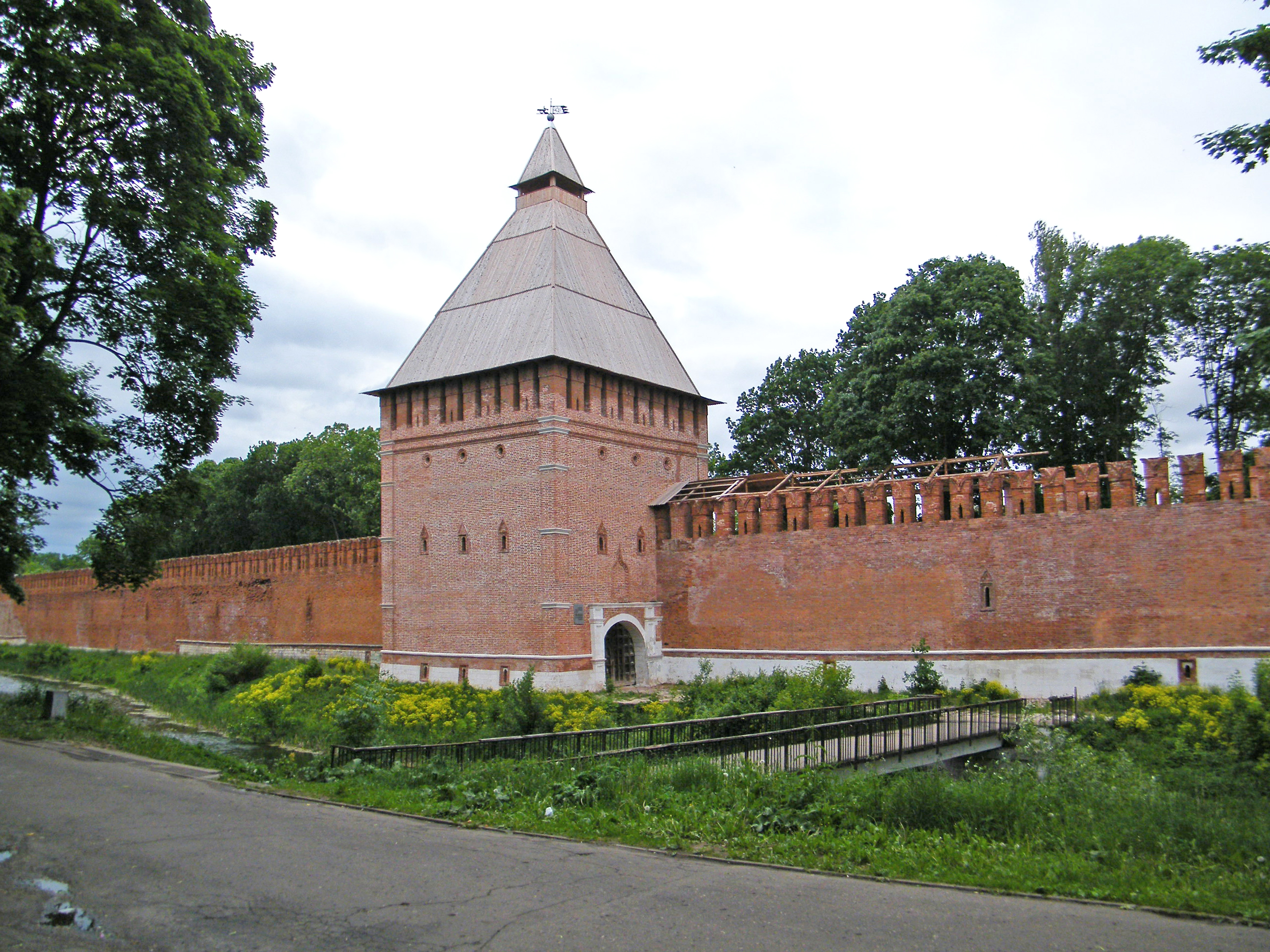
Копытенские ворота
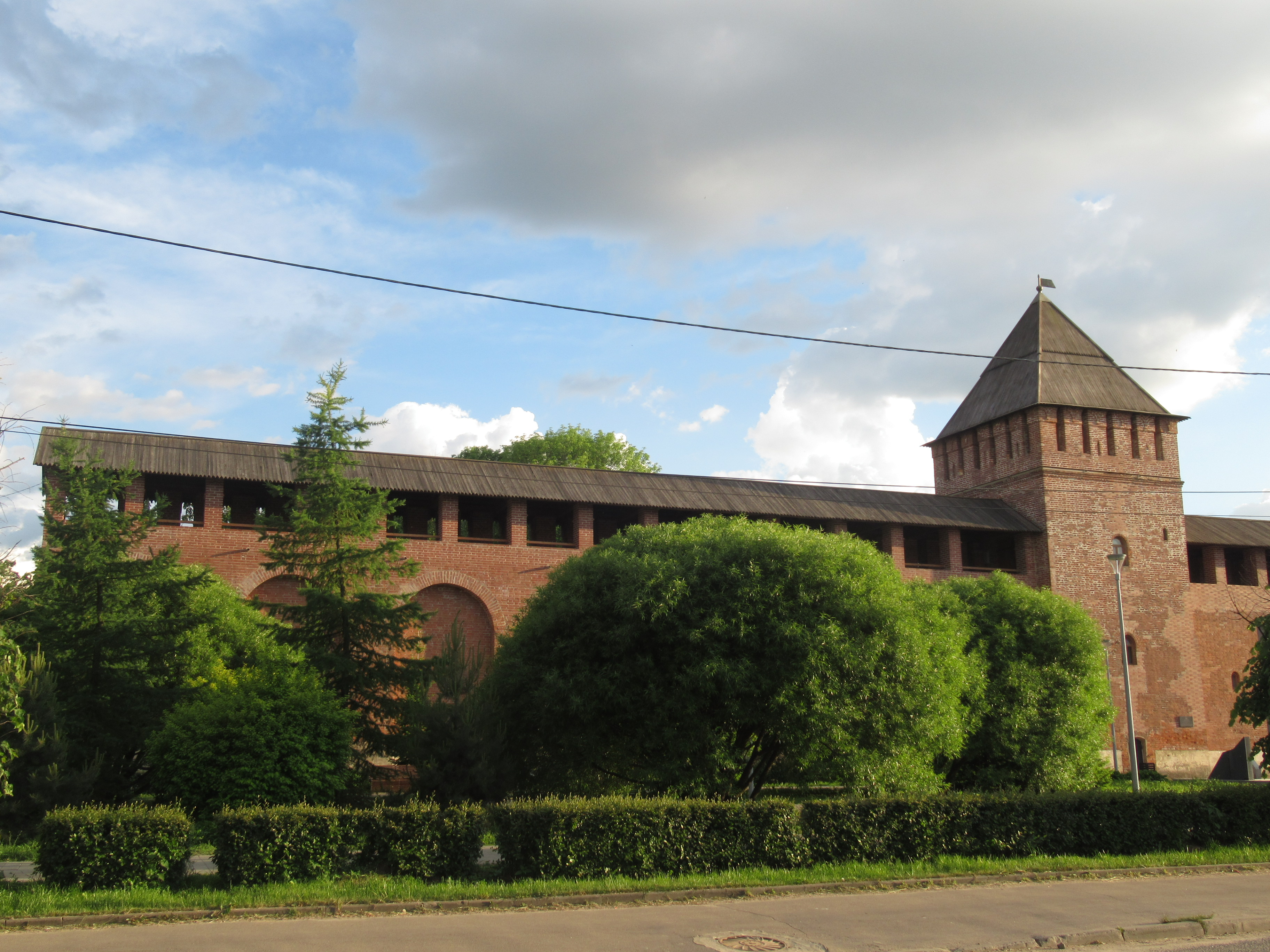
Моховая башня
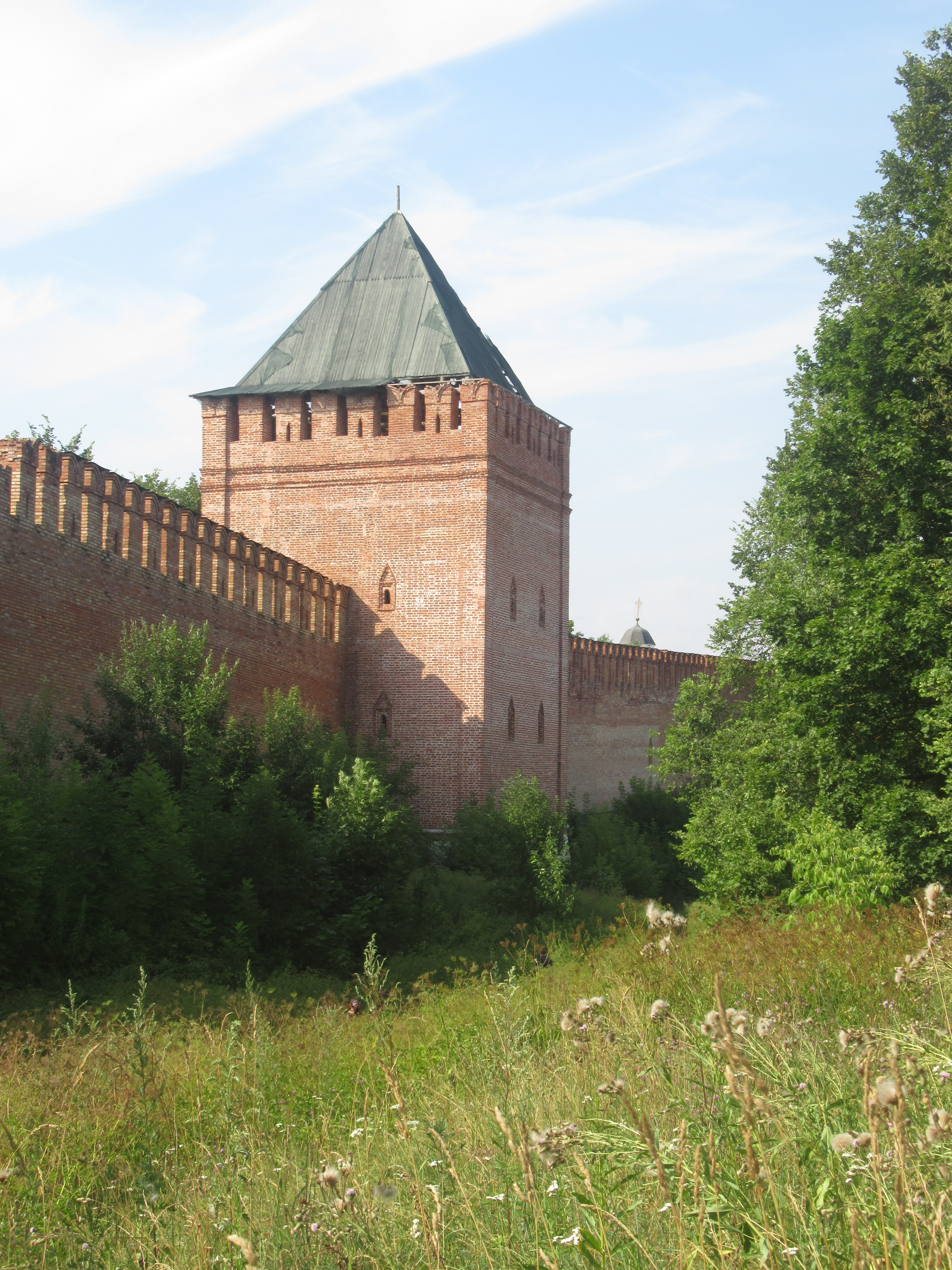
Позднякова башня
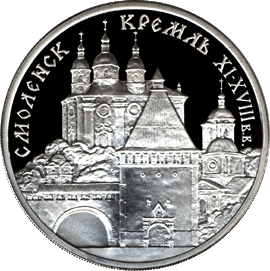
Монета, 1995 года
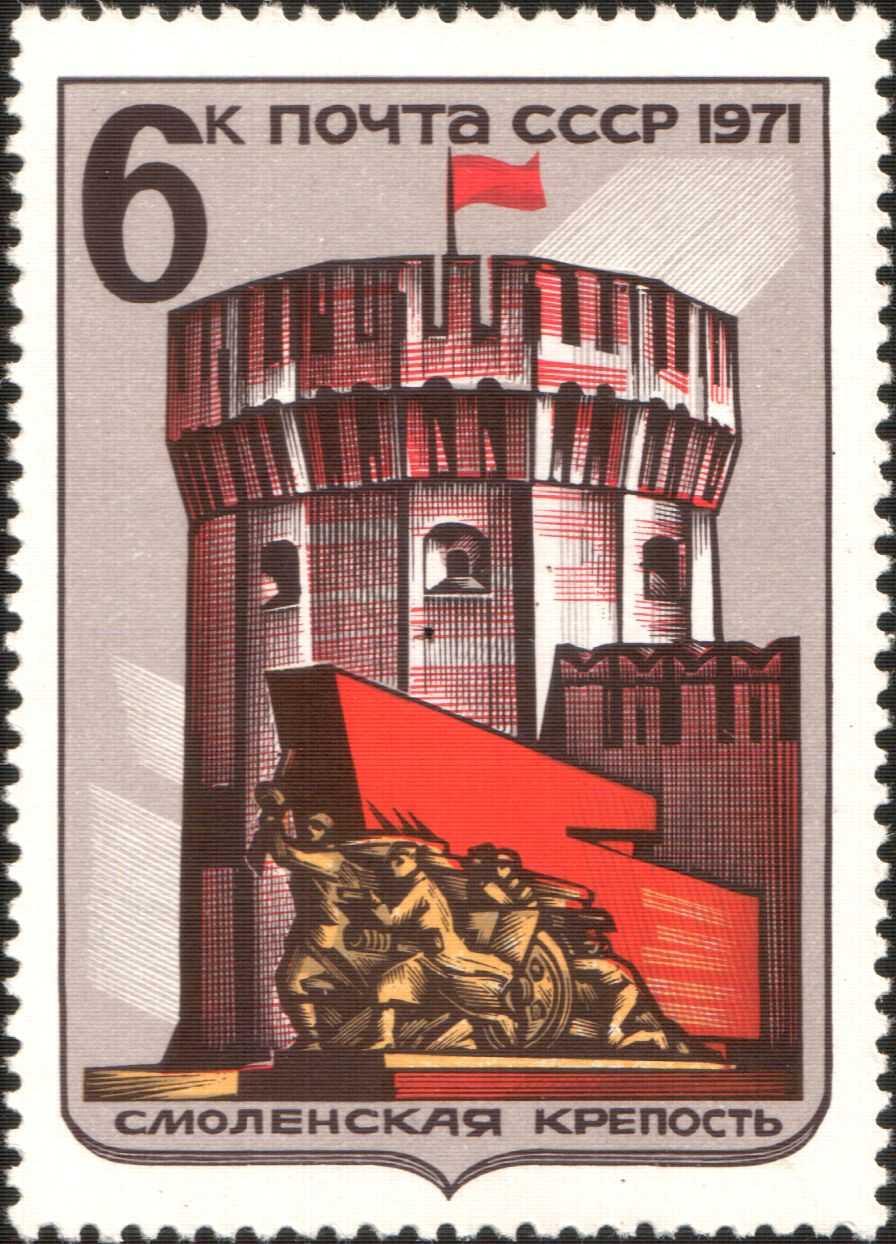
Почтовая марка СССР, 1971 год

## Художественное оформление
В оформлении воротных башен использованы элементы ордера. Углы башен охватывают широкие лопатки, расчленённые на ярусы профилированными поясками. Въездные арки сложены из белого камня и фланкированы пилястрами. Над порталами — стрельчатые киоты. Никольская и Копытенская башни украшены также круглыми сквозными и ложными бойницами, размещёнными под антаблементом. Некоторые из глухих башен были декорированы подобным же образом, другие — Бублейка, Маховая, Зимбулка, Донец — украшены лишь узкими карнизами в основании зубцов. Имеются декоративные обрамления бойниц, выложенные из двух рядов тёсаного кирпича. Наличники бойниц подошвенного боя имеют вид прямоугольных рамок, а в верхних ярусах дополнены треугольными фронтончиками.